# Mykola Dremljuha
Mykola Wassyljowytsch Dremljuha (ukrainisch Микола Васильович Дремлюга, russisch Николай Васильевич Дремлюга; * 2.jul. / 15. Juli 1917greg. in Buturlinowka; † 18. Dezember 1998 in Kiew) war ein ukrainischer Komponist und Hochschullehrer.

## Leben
Mykola Dremljuha wurde in eine Lehrerfamilie in der südwestlichen russischen Oblast Woronesch geboren. Er selbst sprach früh fließend Deutsch und Französisch und las etwa die Werke von Johann Wolfgang von Goethe, Novalis, Friedrich Schiller und Christoph Martin Wieland in der Originalsprache. Auf Wunsch seines Vaters studierte er an der Fakultät für Chemieingenieurwesen am Kiewer Industrieinstitut (der nunmehrigen Nationalen Technischen Universität „Kiewer Polytechnisches Institut Ihor Sikorskyj“), wo er 1939 graduierte.
Parallel dazu betrieb er Musikstudien und betätigte sich kompositorisch und als Pianist. Noch während seines Studiums bei Lewko Rewuzkyj wurde er in den Ukrainischen Komponistenverband aufgenommen. Nach seinem Examen 1946 schloss er ein postgraduales Studium an. Zudem arbeitete er bereits als Lehrer am Konservatorium. Seit 1965 war er außerordentlicher Professor, ab 1978 Professor. Er unterrichtete 52 Jahre lang historische und theoretische Fächer, darunter Harmonielehre und Komposition, Musikanalyse, Orchestrieren und Partiturlesen. Zu seinen Schülern zählten u. a. Oleksandr Bilasch, Lessja Dytschko, Walentyn Sylwestrow, Iwan Karabyz, Jewhen Stankowytsch, Kostyantyn Myaskov, Witalij Filipenko, Oleksandr Kostyn, Ihor Poklad, Wladimir Wermenytsch, Petro Ladyschenskyj und Irina Kirilina.
In seinem Schaffen orientierte Dremljuha sich an der russischen und ukrainischen Tradition, wobei er auch Elemente der ukrainischen Volksmusik einbezog und thematisch nationale sowie politisch genehme Inhalte wählte. Generell stand er damit mit der offiziellen Kulturpolitik der UdSSR in Einklang. Er erhielt eine Vielzahl hoher Auszeichnungen, darunter die Titel Verdienter Künstler der Ukrainischen SSR (1972) und Volkskünstler der Ukraine (1993) sowie 1998 den Taras-Schewtschenko-Preis für seine dritte Sinfonie, die dem Andenken an die Opfer des Holodomor gewidmet ist und über die er sagte: „Die Symphonie, die ich den Opfern der Hungersnot der 1930er-Jahre gewidmet habe, ist mein kreatives Bekenntnis zum ukrainischen Volk“ („Симфонія, яку я присвятив жертвам голодомору 30-х років, це моя творча сповідь перед українським народом“). Mykola Dremljuha starb am 18. Dezember 1998 in Kiew und wurde auf dem dortigen Baikowe-Friedhof beigesetzt.

## Werke (Auswahl)

### Orchester
- 6 Sinfonien (1968; 1971; 1978; 1983; 1986; 1991)
- Mutterland. Zyklus vier sinfonischer Dichtungen (1958–1961)
- In Polen. Suite (1962)
- Bulgarisches Poem (1966)
- Lyrisches Poem (1966)
- Poronino (1961)
- Friedenslied (1977)

### Instrumentalkonzerte
- Konzert für Klavier und Orchester (1965)
- Zwei Konzerte für Trompete und Orchester (1976, 1977)
- Zwei Konzerte für Violine und Orchester (1984, 1991)
- Konzert für Bandura und Orchester (1985)
- Konzert für Oboe und Orchester (1992)

### Vokalwerke
- Auf dem Land von Kobsar. Kantate nach Gedichten von Iwan Franko, Valentin Bytschko und  Wolodymyr Sosjura  (1963)
- Auf den Kolchose-Feldern. Kantate nach Gedichten von O. Novitsky (1966)
- Lenin. Oratorium (1970)
- Romanzen, Lieder und Chöre nach Texten von Francesco Petrarca, William Shakespeare, Lessja Ukrajinka, Adam Mickiewicz, Omar Chayyām, Michelangelo, Iwan Franko, Maksym Rylskyj, Alexander Puschkin, Iwan Bunin, Wolodymyr Sosjura u. a.

Weiters Volksliedbearbeitungen, Kinderlieder, Solo- und Kammermusik, Filmmusik und musikwissenschaftliche Arbeiten.